# Higashiyama Chieko

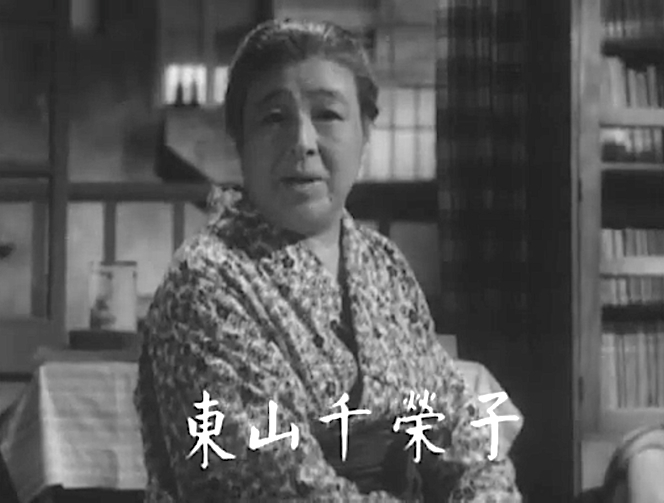
Higashiyama Chieko, als Tomi Hirayama in Die Reise nach Tokyo, 1953

Higashiyama Chieko (japanisch 東山 千栄子, Vorkriegsschreibweise: 東山 千榮子 wirklicher Name: Kano Sen (河野 せん), geborene Watanabe (渡辺 せん); * 30. September 1890 in Chiba, Präfektur Chiba; † 8. Mai 1980 in Gotemba, Präfektur Shizuoka) war eine japanische Schauspielerin.

## Leben

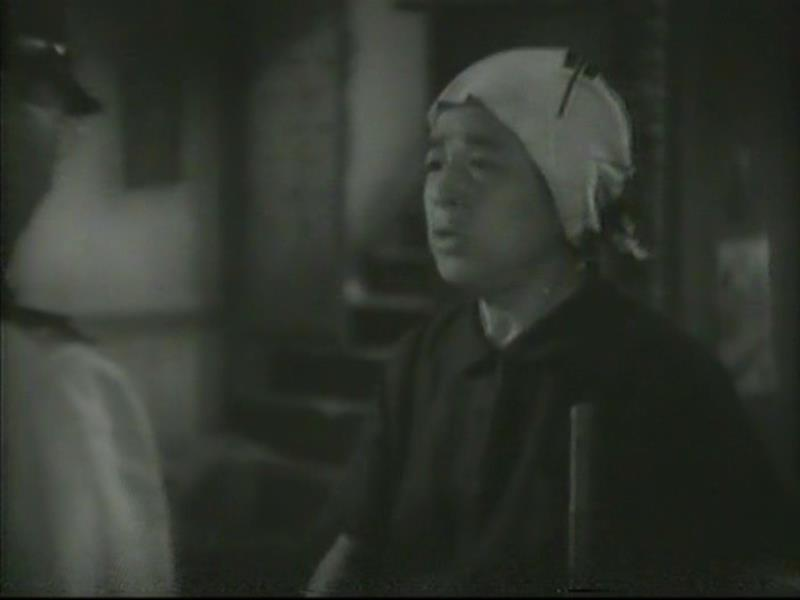
Higashiyama Chieko 1944 in der Tōhō-Produktion Raigekitai Shitsudō (雷撃隊出動)

Higashiyama wurde als zweite Tochter in die kinderreiche Familie des Politikers und Richters Tōru Watanabe, der zudem Mitglied des japanischen Oberhauses war, geboren. Ihre jüngere Schwester Yuri Nakae ist eine bekannte Gastrosophin, ihr Bruder Ryō Watanabe ein bekannter Bassist. 1899 wurde sie von einem Onkel mütterlicherseits, von dem Juristen Tōru Terao adoptiert und zog in den Stadtteil Kōjimachi (heute: Chiyoda) in Tokio.
Nach einem zweijährigen Besuch der Grundschule wechselte Higashiyama auf die Eliteschule Gakushūin (学習院女子中・高等科), eine integrierte Mittel- und Oberschule für adlige Mädchen. 1909 heiratete sie den Geschäftsmann Tōkurō Kano (河野通久郎), der eine Filiale für Spirituosenimport in Moskau leitete und mit dem sie acht Jahre in Moskau lebte. Bedingt durch die Wirren der Oktoberrevolution 1917 kehrte sie mit ihrem Mann nach Japan zurück. Als Schauspielerin debütierte sie 1925 am Shingeki-Theater Tsukiji Shōgekijō (築地小劇場) in Eugene O’Neills „Emperor Jonas“.
Später arbeitete sie mit den Theatertruppen von Tsukiji-za und Bungaku-za, und 1944 gehörte sie neben Koreya Senda, Eijirō Tōno und Eitaro Ozawa zu den Gründungsmitgliedern des Schauspielerensembles Hayū-za. Nach dem Krieg spielte sie Rollen wie die Gräfin Almaviva in Beaumarchais Theaterstück Der tolle Tag oder Figaros Hochzeit oder die Rolle der Lysistrata in der gleichnamigen Komödie von Aristophanes. Bekannt wurde sie mit der Theaterrolle der Gutsbesitzerin Ranjewskaja in Tschechows Stück Der Kirschgarten (桜の園 sakura no sono).
Neben ihrer Theaterarbeit spielte sie zwischen 1936 und 1971 auch in mehr als 60 Filmproduktionen, darunter auch Filme von Akira Kurosawa und Ozu Yasujirō. Weltweite Bekanntheit erreichte sie durch die Hauptrolle der alten Ehefrau in Ozus Meisterwerk Die Reise nach Tokyo, welches regelmäßig zu den besten Filmen aller Zeiten gezählt wird. Für ihre Leistungen wurde sie 1965 mit dem Orden der Edlen Krone und im Jahr darauf vom japanischen Bildungsministerium als Person mit besonderen kulturellen Verdiensten ausgezeichnet. 1977 erschien Higashiyamas Autobiografie unter dem Titel Watashi no ayunda jinsei (私の歩んだ人生, etwa „Mein Lebensweg“).
1958 wurde Higashiyame Vorsitzende der Schauspielerorganisation Nihon shingeki hayū kyōkai (日本新劇俳優協会). Chieko Higashiyama starb 1980 im Alter von 89 Jahren in ihrem Haus in Gotemba.

## Filmografie (Auswahl)
- 1942: Haha no chizu (母の地図)
- 1943: Port of Flowers
- 1947: Joyū Sumako no koi (女優須磨子の恋)
- 1948: The Portrait
- 1948: Apostasy
- 1949: Broken Drum
- 1951: Der Idiot (白痴 Hakuchi)
- 1951: Genji monogatari (源氏物語)
- 1951: Weizenherbst (麦秋 Bakushū)
- 1952: Saikaku Ichidai Onna (西鶴一代女)
- 1953: Die Reise nach Tokyo (東京物語 Tōkyō monogatari)
- 1960: Ruten no Ōhi (流転の王妃)

## Rollen in Theaterstücken (Auswahl)
- 1955 Yūrei (幽霊)
- 1957 Tartuffe
- 1957 Die lustigen Weiber von Windsor
- 1963 Hamlet
- 1966 Ochiba nikki (落ち葉日記)
- 1969 Kyōi no mama ni (御意のままに)